# Alessia Zarbo
Alessia Zarbo, née le 11 septembre 2001 à Antibes, est une athlète française.

## Biographie
Après quelques débuts en natation au sein du CNS (Club Natation Sportive) de Vallauris, elle décide de commencer le triathlon en 2010 au sein du club d' Antibes triathlon.
À la suite de résultats prometteurs en course à pied, en 2016 elle se licencie à l'ERA Antibes (Esperance Racing Athlétisme) club associé du NCAA (Nice Côte d'Azur Athlétisme).
Parallèlement, elle reste licenciée dans son club de triathlon. Grâce à cela Alessia Zarbo participe aussi à de nombreux triathlons, duathlons et aquathlons. En 2013, elle termine 16e et en 2017 3e des championnats de france d’aquathlon. Enfin, elle devient championne de France cadette de duathlon en 2018.
Depuis la saison 2024-2025, Alessia Zarbo est sociétaire au Racing Multi Athlon.
A partir de juin 2025 et jusqu'en 2028, Alessia Zarbo à rejoint la Team Elite Hoka. Alessia dit : "Je suis honorée de rejoindre la famille Hoka. Les valeurs positives que véhicule la marque, ainsi que son engagement envers l'innovation et la performance, résonnent pleinement avec mes aspirations."

## Palmarès
Elle est médaillée d'or du 3 000 mètres au Festival olympique de la jeunesse européenne 2017 à Győr et médaillée de bronze sur la même distance aux championnats d'Europe jeunesse 2018 dans la même ville. Elle termine huitième du 3 000 mètres et 12e en cross-country aux Jeux olympiques de la jeunesse de 2018 à Buenos Aires.
Elle est sacrée championne de France du 5 000 mètres lors des championnats de France 2020 à Albi.
Elle bat le record de France espoir du 10 000 mètres en mai 2022 à Eugene avec un chrono de 32 min 28 s 57.
Elle réalise trois courses sur route de 10 km avant l'été 2024 :
1. 31 décembre 2020 - San Silvestre Vallecana de Madrid - 33 min 00 s record de France juniors et espoirs[3]
2. 24 septembre 2023 - 10 K Tours - 33 min 47 s[4]
3. 7 janvier 2024 - 10 K Prom' Classic à Nice - 33 min 18 s

Elle se qualifie le 3 avril 2024 pour l'épreuve du 10 000 m aux Jeux olympiques en terminant à la 6e place au ranking mondial sur cross-country. Lors de ces épreuves, le 21 janvier 2024, à Hannut elle termine 11e sur 30 en 34 min 13 s lors du cross long de 9 km. La semaine d'après, le 27 janvier 2024 elle termine première sur le 10 km du Botswana International Cross Country en 35 min 16 s
Alessia Zarbo a été victime d'un malaise durant la finale du 10 000 m aux Jeux olympiques de Paris, vendredi 9 août 2024, sur la piste du Stade de France. Après 25 minutes d'effort et un peu plus de 7000 m, elle n'a pas terminé la course.
Le jeudi 29 mai 2025 à 22h00 elle participe au Road Mile organisé par le "Metting Nikaïa". L'athlétisme cherche désormais à conquérir un nouveau public en investissant des lieux insolites et des espaces urbains comme ici sur la place Massena de Nice devant les yeux de Maralpins et touristes. Le Road Mile est 1 mile (1609 m) sur route qui est reconnue par World Athlétics depuis le 1er septembre 2023.

## Carrière sportive

### 2024
Sa première course officielle après son échec aux Jeux olympiques se déroule le 14 septembre 2024. Il s’agit de la Course des vendanges (10,8 km) à Puyricard (13). Elle termine 1re féminine sur un total de 386 arrivants. Elle réalise un temps de 39 min 47 s.
Pour terminer 2024, elle participe à deux courses sur route :
1. La course antiboise (06) "Courir pour une fleur" 45e édition, le dimanche 13 octobre 2024 organisé par son club d'athlétisme (ERA Antibes). Elle finie première féminine sur la distance de 10 km en 36 min 00 s[10].
2. A Galargues (34) "La montée de Pène" 22e édition, le dimanche 15 décembre 2024. Elle termine première féminine en 43 min 46 s pour une distance de 12,1 km.

### 2025
1. Dimanche 12 janvier 2025 - Course sur route - 10 km de Valence (Espagne) 10K Valencia - 32 min 49 s[11]
2. Dimanche 16 mars 2025 - Course sur route - Semi-marathon de Lille - 10 km - 32 min 34[12]. Elle termine 11ème féminine juste derrière Philippine de La Bigne et Emma Lombardi.
3. Dimanche 13 avril 2025 - Course sur route – European Running Championships Brussels -> Leuven - 10 km - 32 min 55[13]. La première féminine est Nadia Battocletti en 31 min 10, qu'elle avait rencontrée lors des Jeux Olympiques de Paris en 2024.
4. Dimanche 27 avril 2025 - Course sur route - Semi-marathon de Nice - 10 km - 32 min 23. Elle termine première féminine[14].
5. Samedi 7 juin 2025 - Fast 5000 - Maisons-Laffitte (78) - 15 min 23 sec 46 c[15] - Elle bat son RP officiellement de 22 secondes sur cette distance qui datait de 2020.
6. Samedi 14 juin 2025 - Portland track Festival 10 000 m - Portland (É-U) - 31 min 56 sec 94 c[16] - Elle termine deuxième, derrière Abby Nichols et devant Laura Galvan. Laura Galvan et Alessia Zarbo font parties de la team Hoka Elite.
7. Vendredi 27 juin 2025 - Championnats d'Europe d'athlétisme par équipes 2025 - Madrid - Elle participe sur le 5 000 m avec l'équipe de France - 15 min 23 sec 46 c[17]
8. Dimanche 8 juillet 2025 - Aquathlon - Saint Laurent du Var - Elle participe avec sa licence "Antibes Triathlon" et termine 1ère féminine en 33 min 53.
9. Dimanche 13 juillet 2025 - Meeting International de Marseille - Stade Delort - 3000 m - 09 min 08 sec 58 c

## Autre
Alessia Zarbo participe à un article retraçant brièvement sa carrière. L'article est paru le 6 juin 2025 "Alessia Zarbo : la renaissance !" est disponible sur jogging international.
Pour Marathons.com elle collabore à un article la concernant, l'article parait le 26 juillet 2025.